# Distrito electoral de Pinckneyville n.º 5
Pinckneyville No. 5 (en inglés: Pinckneyville No. 5 Precinct) es un distrito electoral ubicado en el condado de Perry en el estado estadounidense de Illinois. En el Censo de 2010 tenía una población de 688 habitantes y una densidad poblacional de 17,48 personas por km².

## Geografía
Según la Oficina del Censo de los Estados Unidos, tiene una superficie total de 39.36 km², de la cual 39.36 km² corresponden a tierra firme y (0%) 0 km² es agua.

## Demografía
Según el censo de 2010, había 688 personas residiendo en Pinckneyville n.º 5. La densidad de población era de 17,48 hab./km². De los 688 habitantes, Pinckneyville n.º 5 estaba compuesto por el 95.64% blancos, el 0.58% eran afroamericanos, el 0.87% eran amerindios, el 0.87% eran asiáticos, el 0% eran isleños del Pacífico, el 0.15% eran de otras razas y el 1.89% pertenecían a dos o más razas. Del total de la población el 1.02% eran hispanos o latinos de cualquier raza.